# Ina Claire
Ina Claire, nata  Ina Fagan (Washington, 15 ottobre 1893 – San Francisco, 21 febbraio 1985), è stata un'attrice statunitense, stella delle scene di Broadway, ma anche nota attrice cinematografica.

## Biografia
Iniziò giovanissima la sua carriera teatrale, esordendo nel vaudeville nel 1910. Trasferitasi a New York, diventò una presenza fissa del teatro di Broadway: nel 1911 apparve nei musical Jumping Jupiter e The Quaker Girl e poi anche in Lady Luxury. Dagli anni venti agli anni quaranta ricoprì parti di protagonista in commedie di successo: tra i suoi ruoli più conosciuti, quelli di Jerry Lamarr in The Gold Diggers, una famosa commedia di Avery Hopwood; la Mrs. Cheyney di The Last of Mrs. Cheyney di Frederick Lonsdale; Lady George Grayston in Our Betters di W. Somerset Maugham e la Enid Fuller in The Fatal Weakness di George Kelly. La sua ultima apparizione teatrale risale al 1954 nel dramma di T.S. Eliot The Confidential Clerk. Uno dei suoi autori preferiti fu S. N. Behrman, per cui creò tre personaggi in altrettante opere del commediografo: nel 1934 in Biography, nel 1936 in End of Summer e nel 1941 in The Talley Method.

## I film

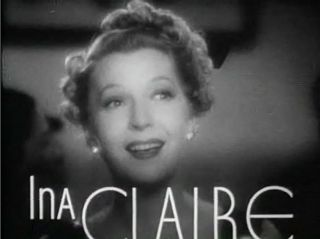
Ina Claire (Swana) in Ninotchka (1939)

Ina Claire lavorò anche al cinema, iniziando nel periodo del muto con il film di Cecil B. DeMille The Wild Goose Chase (1915).
La sua carriera cinematografica conta 12 pellicole. Nel 1930 interpretò La famiglia reale di Broadway, un film di George Cukor che raccontava, romanzandola e cambiando i nomi, la storia della famiglia Barrymore, dove Ina Claire aveva la parte di Julia Cavendish, ovvero Ethel Barrymore.
L'attrice fu diretta - tra gli altri - da George Melford, Marshall Neilan, Christy Cabanne e George Cukor. Il suo ruolo più conosciuto rimane quello della Granduchessa Swana in Ninotchka (1939) di Ernst Lubitsch.
Il suo ultimo film è del 1943.

## Vita privata
Dal 1929 al 1931 Ina Claire fu la terza moglie di John Gilbert. Morì nel 1985, all'età di 91 anni. È sepolta al Mount Olivet Cemetery di Salt Lake City.

## Riconoscimenti
Per il suo contributo al mondo dello spettacolo, le è stata dedicata una stella nell'Hollywood Walk of Fame e all'American Theatre Hall of Fame.

## Spettacoli teatrali
- Ziegfeld Follies of 1915, prodotto da Florenz Ziegfeld, Jr. (Broadway, 21 giugno 1915)
- Ziegfeld Follies of 1916, prodotto da Florenz Ziegfeld, Jr. (Broadway, 12 giugno 1916-16 settembre 1916)

## Filmografia
La filmografia è completa.
- The Wild Goose Chase, regia di Cecil B. DeMille (1915)
- The Puppet Crown, regia di George Melford (1915)
- National Red Cross Pageant, regia di Christy Cabanne (1917)
- Polly with a Past, regia di Leander De Cordova (1920)
- The Awful Truth, regia di Marshall Neilan (1929)
- La famiglia reale di Broadway (The Royal Family of Broadway), regia di George Cukor, Cyril Gardner (1930)
- Rebound, regia di Edward H. Griffith (1931)
- The Greeks Had a Word for Them, regia di Lowell Sherman (1932)
- Ninotchka, regia di Ernst Lubitsch (1939)
- Questa donna è mia (I Take This Woman), regia di W. S. Van Dyke, Frank Borzage e Josef von Sternberg (1940)
- La taverna delle stelle (Stage Door Canteen), regia di Frank Borzage (1943)
- Claudia, regia di Edmund Goulding (1943)